# Antonio Allegretti (scultore)

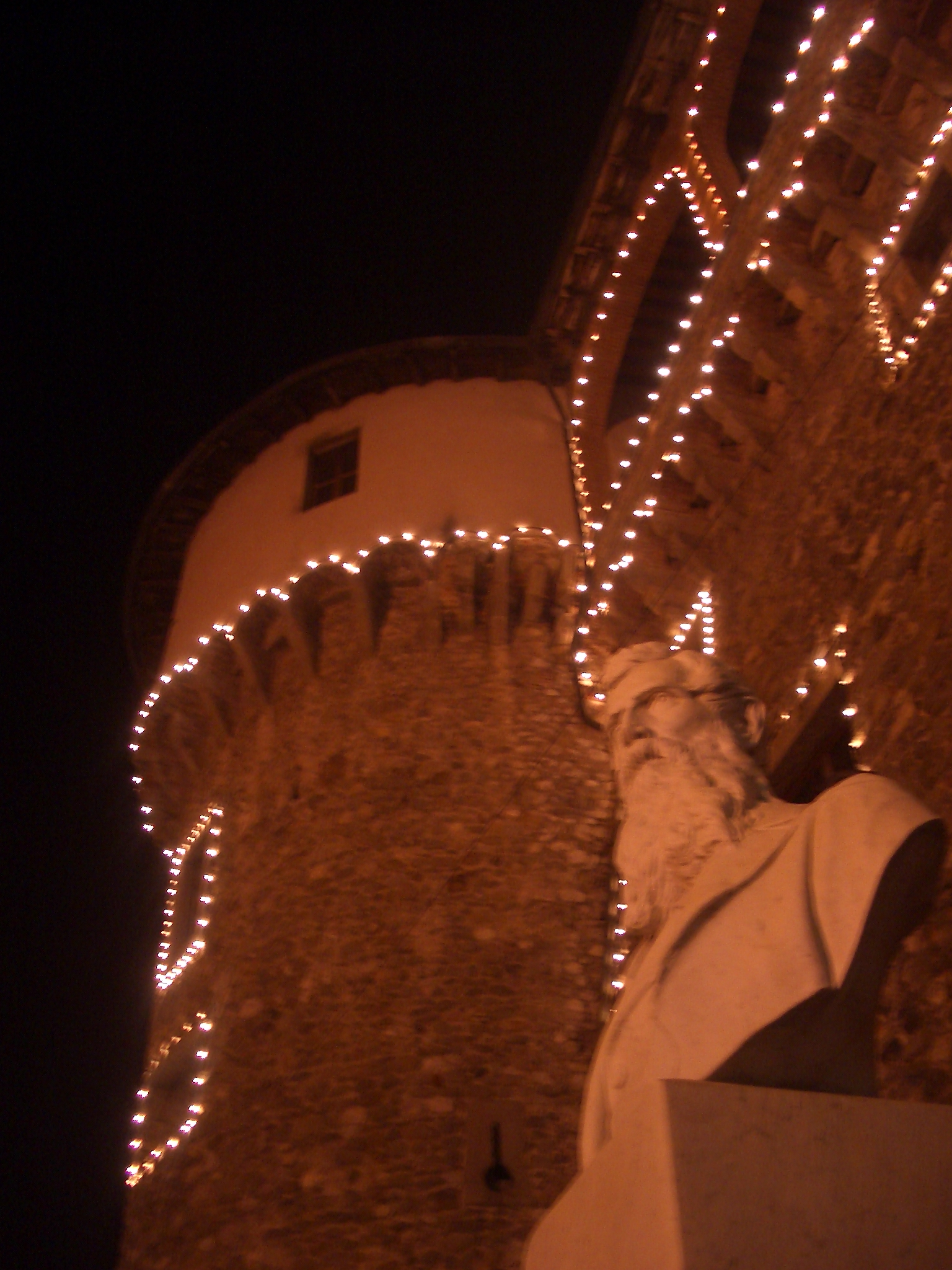
Monumento al generale Nicola Fabrizi

Antonio Allegretti (Cuneo, 17 aprile 1840 – Carrara, 26 ottobre 1918) è stato uno scultore italiano.

## Biografia
Studiò a Genova con Santo Varni, che ritrasse in un busto in bronzo. Con l'opera dedicata a Caino, vince il concorso indetto dall'Accademia ligustica di belle arti di Genova ottenendo una medaglia d'oro e una pensione, quindi passò a Firenze, dove rimase per qualche tempo eseguendo nel frattempo il Ritratto a Gino Capponi.
Successivamente si trasferì Roma, dove stazionò per molti anni, essendo stato nominato professore aggiunto alla cattedra di scultura al Regio Istituto di Belle Arti. Successivamente si trasferì a Carrara per insegnare e dirigere l'Accademia di belle arti, città dove visse l'ultimo periodo della sua vita.
Espose alla Promotrice di Belle Arti a Torino dal 1884, a Roma nel 1888 e a Chicago nel 1893.
La sua Eva dopo il peccato fu esposta sia a Milano che Roma ed una copia fu acquistata dal Municipio di Roma. La posa ricorda l'opera del maestro Varni dedicata nel 1875 alla moglie Giulietta. Scultore di sicuro mestiere ma di compassata e scolastica freddezza accademica, le sue numerose opere hanno carattere accademico di ispirazione neoclassica, mentre altre oscillano tra naturalismo e romanticismo.

## Opere
- Taddeo, Roma, facciata della chiesa di San Paolo fuori le Mura
- Eva dopo il peccato, 1881, Roma, Galleria Nazionale d'Arte Moderna
- Margherita del Faust[5]
- Monumento al senatore Garelli, Mondovì
- Testa di gentiluomo, terracotta
- Monumento a Nicola Fabrizi, 1888
- Figura femminile, 1893, terracotta